# Новозеландская пятнистая акула
Новозеландская пятнистая акула (Bythaelurus dawsoni) — один из видов рода Bythaelurus, семейство кошачьих акул (Scyliorhinidae).

## Таксономия
Это вид был впервые описан в 1971 году в издании «Records of the Dominion Museum (Wellington)» по особи, пойманной у южного побережья Новой Зеландии, однако координаты поимки голотипа и четырёх паратипов были определены неверно (44°32,5’ю.ш. и 166°41’з.д. вместо правильных координат 46°32,5’ю.ш. и 166°41’з.д.). Глубина в этих двух локациях отличается на несколько тысяч метров. Помимо первоначального описания таксономических исследований не проводилось. Изначально новозеландская пятнистая акула была отнесена к роду пятнистых акул Halaelurus, подрод Bythaelurus, позднее Bythaelurus был признан самостоятельным родом.

## Ареал
Это эндемичный вид, обитающий между 38°ю.ш. и 54°ю.ш. у юго-восточного побережья Новой Зеландии на глубине 50—790 м (чаще всего от 300 м до 700 м).

## Описание
Максимальная длина 45 см.

## Биология
Рацион состоит из ракообразных. Самцы достигают половой зрелости при длине 35—36 см, а самки при длине 37—38 см . По-видимому, самцы и самки приблизительно одинакового размера. Размножается, откладывая яйца, заключённые в твёрдую капсулу, по два яйца за один раз. Размер новорожденных неизвестен, но самый маленький живой экземпляр имел в длину 11,3 см.

## Взаимодействие с человеком
Потенциально, может попадаться в качестве прилова при глубоководном тралении. Данных для оценки состояния сохранности данного вида недостаточно.